# Heimat (Delta V)
Heimat è il sesto album di studio del gruppo musicale italiano Delta V, pubblicato su etichette discografiche Sony Music e RCA Records il 25 gennaio 2019.

## Descrizione
È il primo album dei Delta V che vede la partecipazione della cantante Marti, al secolo Martina Albertini. Prodotto da Paolo Gozzetti, contiene undici brani (e una traccia fantasma). In questa formazione, i Delta V sono composti da Carlo Bertotti, Flavio Ferri e Marti. All'album hanno partecipato come esecutori anche Andrea Zuccotti (chitarra) e Pietro Bertotti (cori).

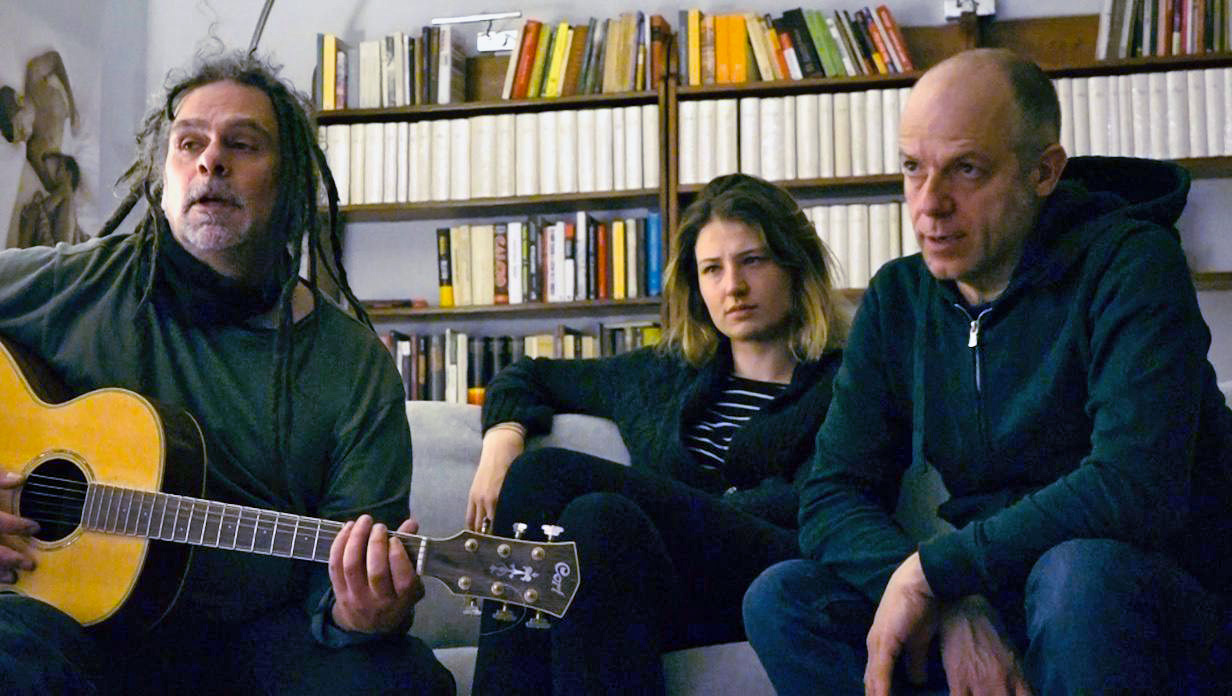
Sessione privata del gruppo Delta V durante la composizione dell'album "Heimat".

I brani sono stati composti da Carlo Bertotti, con l'eccezione di Io sto bene, cover del celebre brano dei CCCP - Fedeli alla linea, composta da Massimo Zamboni. A proposito di Io sto bene, l'autore ha espresso il seguente pensiero:
(Massimo Zamboni, comunicazione privata, 5 marzo 2021.)
La registrazione dell'album si è svolta nell'arco di due anni tra Torre Paponi (IM), Seggiano (GR) e Milano, con la supervisione di Paolo Gozzetti.

## Tracce
Testi e musiche di Carlo Bertotti, eccetto dove indicato.
1. Il cielo che cambia colore
2. Domeniche di agosto
3. Disturbano
4. Io sto bene (Massimo Zamboni)
5. Il mondo brucia
6. 30 anni
7. Gli aeroplani
8. Come un missile
9. L'inverno e le nuvole
10. Battaglia
11. Disubbidiente

In coda a Disubbidiente si trova una ghost track intitolata Fantasma, non riportata nella tracklist ufficiale.

## Formazione
- Marti – voce
- Carlo Bertotti – testi e musiche (1–3, 5–11), tastiere, rhodes, voce
- Flavio Ferri – synth, programmazione
- Andrea Zuccotti – chitarra
- Pietro Bertotti – cori
- Paolo Gozzetti – produzione